# Rusinowo (Tuczno)
Rusinowo (deutsch Ruschendorf, früher Ruschendorff) ist ein Dorf im Powiat Wałecki (Kreis Deutsch Krone) in der polnischen Woiwodschaft Westpommern. Es ist der Landgemeinde Tuczno (Gemeinde Tütz) angegliedert.

## Geographische Lage
Das Dorf liegt  im Netzedistrikt im ehemaligen Westpreußen, etwa elf Kilometer ostnordöstlich der Stadt Schloppe (Człopa) und acht Kilometer südsüdöstlich von Stibbe (Zdbowo), an der Landstraße, die von Schloppe nach Deutsch Krone (Wałcz) führt.

## Geschichte

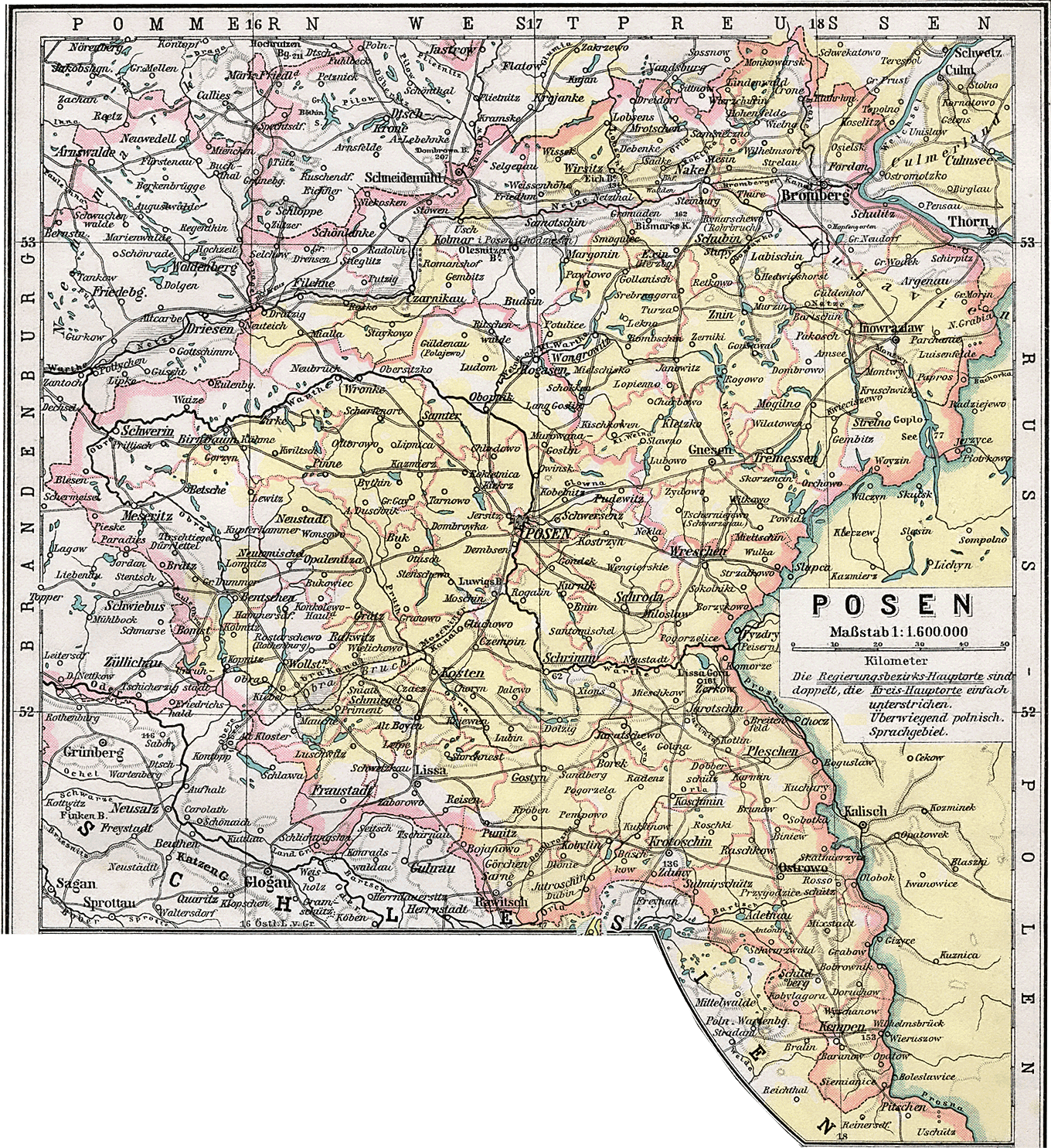
Ruschendorf (Ruschendf.) nordwestlich der Stadt Posen und westlich der Stadt Schneidemühl auf einer Landkarte der Provinz Posen von 1905 (gelb markierte Flächen kennzeichnen Gebiete mit seinerzeit mehrheitlich polnischsprachiger Bevölkerung).

Die Ortschaft hieß im Jahr 1337 Rusenberg, 1644 Ruschendorf, 1735 Ruszendorf und 1789 Ruskendorf; sein neupolnischer Name lautete Ruszona. Der Ursprung des Namens ist unbekannt. Im Jahr 1337 lag das Dorf mit seinen 64 Hufen öde. Den Schulzenhof verkaufte 1717 der letzte Besitzer aus der Familie Wedel für 350 Gulden preußischer Währung an Caspar Krentz.
Im Rahmen der ersten Teilung Polen-Litauens, mit der die Wiedervereinigung Preußens einherging, kam das Dorf 1772 an das Königreich Preußen zurück. Das Dorf gehörte im 18./19. Jahrhundert zu einem Rittergut. Im Jahre 1807 hatte es 24 Feuerstellen und eine katholische Kirche. Es lag seit 1818 im Landkreis Deutsch Krone.
Um 1930 hatte die Gemeinde Ruschendorf eine 13,7 km² große Gemarkungsfläche, und auf dem Gemeindegebiet befanden sich drei Wohnplätze, auf denen insgesamt 49 bewohnte Wohnhäuser standen:
- Forsthaus Neukrug
- Kleinbahnhaltepunkt Ruschendorf
- Ruschendorf

Im Jahr 1945 gehörte das Dorf Ruschendorf zum Landkreis Deutsch Krone im Regierungsbezirk Grenzmark Posen-Westpreußen der preußischen Provinz Pommern des Deutschen Reichs. Ruschendorf war dem Amtsbezirk Stibbe zugeordnet.
Gegen Ende des Zweiten Weltkriegs wurde die Region im Frühjahr 1945 von der Roten Armee besetzt. Kurz danach wurde Ruschendorf seitens der sowjetischen Besatzungsmacht der Volksrepublik Polen zur Verwaltung überlassen. Es wanderten nun Polen zu. Ruschendorf wurde unter der polnischen Ortsbezeichnung „Rusinowo“ verwaltet. Die einheimische Bevölkerung wurde von der polnischen Administration aus Ruschendorf vertrieben.
In Rusinowo steht ein Sendemast von Polskie Radio.

### Demographie
| Jahr | Einwohner | Anmerkungen |
| ---- | --------- | --- |
| 1783 | –         | adliges Dorf nebst einer katholischen Kirche, 24 Feuerstellen (Haushaltungen), im Netzedistrikt, Kreis Krone, zur Herrschaft Marzdorf gehörig |
| 1818 | 167       | adliges Dorf |
| 1864 | 408       | im Dorf und Vorwerk, darunter 56 Evangelische und 345 Katholiken                                                                              |
| 1910 | 392       | am 1. Dezember, davon 19 Evangelische, 370 Katholiken und drei Juden                                                                          |
| 1925 | 406       | darunter 67 Protestanten und 339 Katholiken                                                                                                   |
| 1933 | 356       | [ 9 ] |
| 1939 | 328       | [ 9 ] |

## Kirche
Die Protestanten der hier bis 1945 anwesenden Dorfbevölkerung gehörten zur evangelischen Pfarrei Tütz.